# Ju-on - Owari no hajimari
Ju-on - Owari no hajimari (呪 怨: 終わりの始まり? lett. "Ju-on - L'inizio della fine") è un film del 2014 diretto da Masayuki Ochiai.
Film J-Horror, settimo capitolo della serie Ju-on, diretto e co-scritto da Masayuki Ochiai con Takashige Ichinose. A differenza dei due precedenti film (Ju-on: Shiroi rōjo e Ju-on: Kuroi shōjo), questo narra la fine della famiglia Saeki e la loro maledizione che si incentra in una casa a Nerima, in Giappone.

## Trama
Yui fa l'insegnante in una scuola elementare. Un giorno va a visitare la casa di un suo allievo, Toshio Saeki, che è assente da diverso tempo. Poco dopo, Yui dovrà affrontare dei fenomeni raccapriccianti.
14 anni fa, la famiglia che viveva nella casa è stata brutalmente assassinata. Lei va nuovamente nella casa e trova una scatola nell'armadio. La scatola nasconde i segreti della casa infestata.

## Personaggi
- Toshio Yamaga  È interpretato da Kai Kobayashi. L'inizio della maledizione della serie Ju-on, la persona che ci dice perché il sottotitolo è l'inizio della fine. Secondo l'ambientazione ristabilita, la famiglia Yamaga viveva effettivamente nella casa in cui si era trasferita la coppia Saeki. L'assistente sociale si recò a casa per trovare Toshio Yamaga, ma la casa era piena di puzza e in disordine, e in un angolo dell'armadio, Toshio Yamaga fu trovato morto con mani e piedi legati. Presumibilmente, fu abusato da suo padre. Naoto scopre che c'era un altro caso prima dell'omicidio della famiglia Saeki, e il nome di Toshio Yamaga gli è familiare . Toshio Yamaga era posseduto da Kayako, che desiderava disperatamente un figlio da lei, e Kayako diede alla luce Toshio. Tuttavia, a Takeo, che era stufo di Toshio, che si era allontanato da suo padre Takeo a causa del trauma di essere stato abusato da suo padre prima della reincarnazione, Kayako, che era impazzito, gli disse che Takeo non era il vero padre di Toshio e prese la madre Kayako e il gatto Mawa per mano del padre Takeo. vengono uccisi insieme

## Distribuzione
Il film è inedito in Italia.

## Accoglienza

### Incassi
Il film ha incassato 226.000.000¥ presso i botteghini giapponesi.